# Gordal

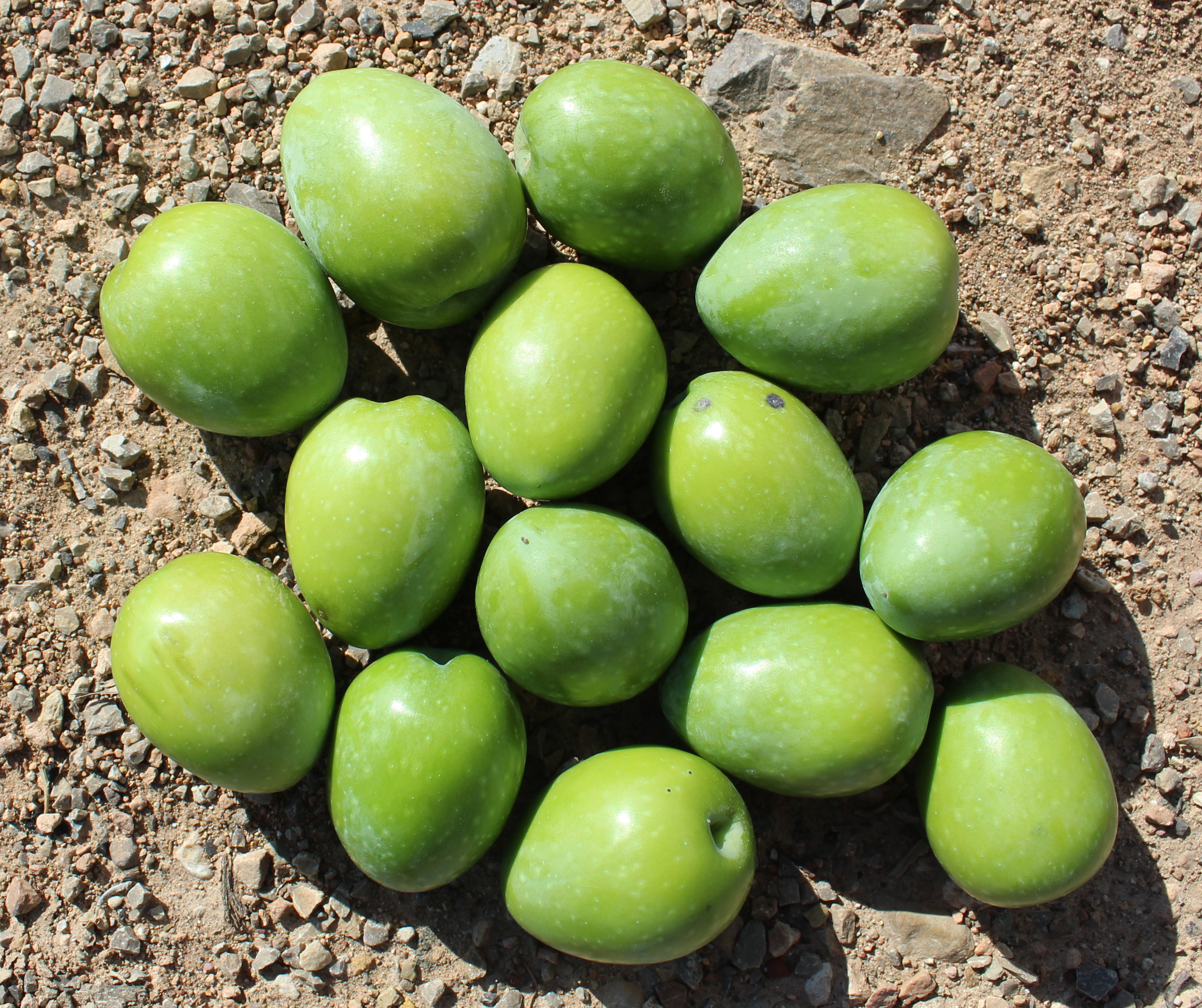
Detalle de aceitunas Gordal Sevillana.

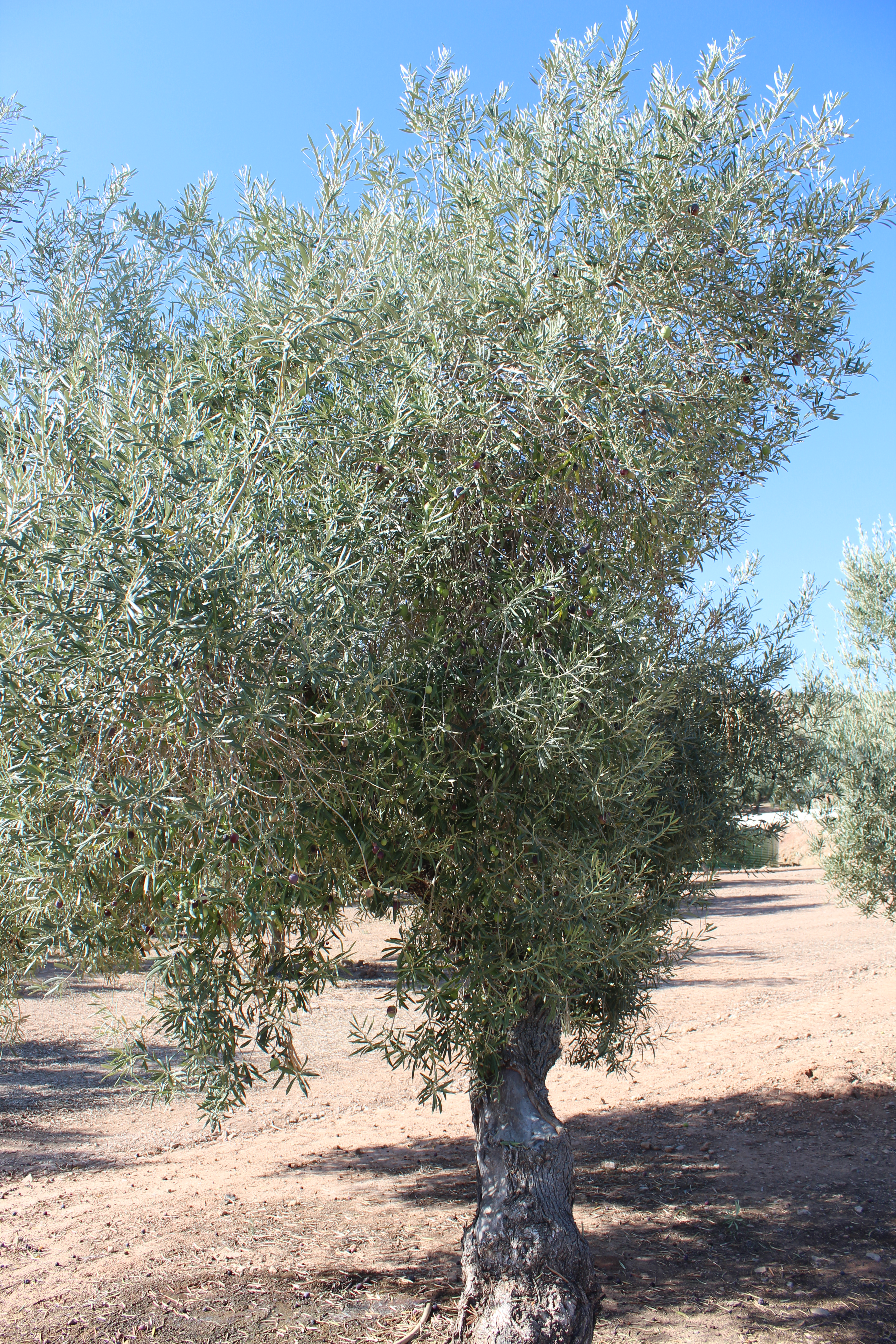
Olivo variedad Gordal Sevillana.

Reciben el nombre de Gordal diferentes variedades de olivo (Olea europaea) que se cultivan principalmente en Andalucía (España) y los frutos que producen. El nombre deriva del gran tamaño de sus frutos o aceitunas, las cuales pesan 12 gramos en promedio y se emplean fundamentalmente para su utilización como aceituna de mesa, siendo muy apreciadas por su sabor y tamaño.

## Tipos
- Gordal de Sevilla. Es la de mayor producción y comercialización. Se cultiva en Andalucía occidental, sobre toda a la provincia de Sevilla y en menor medida Huelva y Córdoba. También existen ejemplares en el resto de España y en otros países, entre ellos Argentina, Estados Unidos e Israel. Se trata de un árbol de gran vigor y porte erguido. Las hojas son largas de forma lanceolada y anchura media. El fruto es de gran tamaño, primero verde y más tarde oscuro, posee numerosas lenticelas y acaba en forma redondeada, presenta una relación entre pulpa y hueso media o alta. Es bastante resistente al frío y las heladas, pero sensible a la sequía. La productividad es alternante.[1][2]

- Gordal de Granada. Se cultiva preferentemente en la provincia de Granada. Es un árbol de vigor medio, hojas lanceoladas de anchura y longitud medias. Las aceitunas son de gran tamaño pero dan un bajo rendimiento para producción de aceite de oliva, por lo que se dedican a aceituna de mesa.[1][2]

- Gordal de Hellín. Se cultiva en la comarca de Campos de Hellín, provincia de Albacete (España) y a diferencia de las otras variedades, se emplea preferentemente para producción de aceite. También se conoce como Benizar y Verdaleja en Villagordo del Júcar.